# Max Halbe

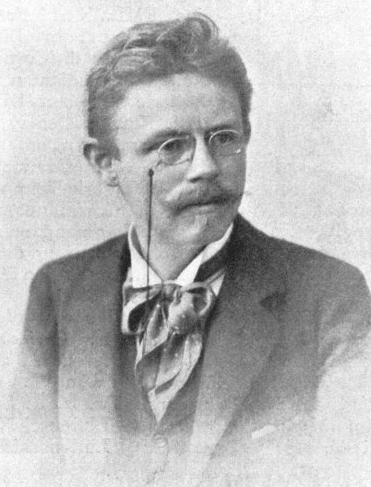
Max Halbe - fotografia z 1900

Max Halbe (ur. 4 listopada 1865 w Güttland, zm. 30 listopada 1944 w Neuötting) – niemiecki dramaturg, główny przedstawiciel naturalizmu. Dzisiaj twórczość Halbego jest niemal zapomniana, a teatry niezwykle rzadko sięgają po jego sztuki. Honorowy obywatel Gdańska i Malborka.

## Życiorys
Halbe urodził się w posiadłości rodzinnej Güttland, w powiecie gdańskim, gdzie spędził dzieciństwo. Po ukończeniu nauki w Gimnazjum Miejskim w Gdańsku, w roku 1883 zaczął studiować prawo w Heidelbergu, a pracę doktorską obronił na Uniwersytecie Ludwika i Maksymiliana w Monachium w 1888.
Wkrótce potem przeniósł się do Berlina, gdzie opublikował swą pierwszą, entuzjastycznie przyjętą sztukę Jugend („Młodość”), którą porównywano z głośnym dramatem Gerharta Hauptmanna Die Weber („Tkacze”), w tym czasie najchętniej wystawianą sztuką teatralną w Niemczech. W roku 1895 Halbe wrócił do Monachium i otworzył „Intime Theater für dramatische Experimente” (Intymny Teatr Eksperymentów Dramaturgicznych). Był również współzałożycielem teatru „Münchner Volksbühne” (Scena Monachijska). Był liczącym się członkiem monachijskiego stowarzyszenia artystycznego, jak również przyjacielem Franka Wedekinda.
W latach 1933 i 1935 opublikowane zostały jego prace autobiograficzne Scholle und Schicksal („Gleba i przeznaczenie”) i Jahrhundertwende („Punkt zwrotny stulecia”).
Jego nazwisko figurowało na Gottbegnadeten-Liste (Lista obdarzonych łaską Bożą w III Rzeszy).
Halbe zmarł w wieku 79 lat, w swej posiadłości Neuötting w Bawarii.

## Prace
- Ein Emporkömmling (1889)
- Freie Liebe, dramat (1890)
- Der Eisgang, dramat (1892)
- Jugend, dramat (1893)
- Mutter Erde, drama (1897)
- Haus Rosenhagen, drama (1901)
- Der Strom, Drama (1904)
- Blaue Berge, komedia (1909)
- Der Ring des Gauklers, Ein Spiel (1911)
- Die Tat des Dietrich Stobäus (1911)
- Freiheit. Ein Schauspiel von 1812 (1913)
- Schloß Zeitvorbei, legenda dramatyczna (1917)
- Jo (1917)
- Die Traumgesichte des Adam Thor, Schauspiel (1929)
- Generalkonsul Stenzel und sein gefährliches Ich (1931)
- Heinrich von Plauen, dramat (1933)
- Scholle und Schicksal. Geschichte meines Lebens, autobiografia (1933)
- Jahrhundertwende. Geschichte meines Lebens 1893–1914, autobiografia (1935)
- Erntefest (1936)
- Die Elixiere des Glücks (1936)
- Kaiser Friedrich II (1940)